# كوزيمو بينتو
كوزيمو بينتو (بالإيطالية: Cosimo Pinto)‏ (مواليد 14 مارس 1943) هو ملاكم إيطالي، مثّل بلاده في الألعاب الأولمبية الصيفية 1964.

## روابط خارجية
كوزيمو بينتو على موقع بوكس ريك (الإنجليزية) (registration required)
- كوزيمو بينتو على موقع اللجنة الأولمبية الدولية (الإنجليزية)
- كوزيمو بينتو على موقع أوليمبيديا (الإنجليزية)
- كوزيمو بينتو على موقع اللجنة الأولمبية الإيطالية (الإيطالية)